# Бикмур, Вэнди
Вэнди Бикмур (Wendy Anne Bickmore; род. 28 июля 1961, Шорхэм-бай-Си, Англия) — британский учёный.
Доктор философии, профессор, член Королевских обществ Лондона (2017) и Эдинбурга (2005), а также АМН Великобритании (2005).
С 2015 года директор MRC Human Genetics Unit (Эдинбургский университет).
Окончила по биохимии Оксфордский университет. Получила степень доктора философии в Эдинбургском университете.
В 1991—1996 гг. независимый фелло Lister Institute of Preventive Medicine.
Почётный профессор Эдинбургского университета.
Перед назначением директором MRC Human Genetics Unit, на протяжении пяти лет заведовала одной из его секций.
С 2015 по 2018 год президент Genetics Society.
Член EMBO (2001).
Член редколлегий Cell и Genes & Development.
Отмечена Tenovus Medal (2005) и Inspiration Award Королевского общества Эдинбурга (2007).
Автор более 140 рецензированных работ по молекулярной генетике, цитологии и эпигенетике.